# Colletes arsenjevi
Colletes arsenjevi är en biart som beskrevs av Kuhlmann 2006. Colletes arsenjevi ingår i släktet sidenbin, och familjen korttungebin. Inga underarter finns listade i Catalogue of Life.